# Algèbre de Frobenius
 (janvier 2020).
Si vous disposez d'ouvrages ou d'articles de référence ou si vous connaissez des sites web de qualité traitant du thème abordé ici, merci de compléter l'article en donnant les références utiles à sa vérifiabilité et en les liant à la section « Notes et références ».
Une algèbre associative unifère de dimension finie A définie sur un corps k est appelée une algèbre de Frobenius si A est munie d'une  forme bilinéaire non dégénérée σ:A × A → k qui satisfait l'équation suivante: σ(a·b,c)=σ(a,b·c).  Cette forme bilinéaire est appelée la forme de Frobenius de cette algèbre.